# Hyphydrus nasutus
Hyphydrus nasutus är en skalbaggsart som beskrevs av Bilardo och Pederzani 1978. Hyphydrus nasutus ingår i släktet Hyphydrus och familjen dykare. Inga underarter finns listade i Catalogue of Life.